# Pietro Archiati
Pietro Archiati (* 1. Juni 1944 in Capriano del Colle; † 26. Februar 2022) war ein italienischer Theologe und später anthroposophischer Autor.

## Leben
Pietro Archiati wuchs als viertes von zehn Kindern in einer Bauernfamilie auf. Er studierte Theologie und Philosophie an der Gregoriana in Rom und später an der Ludwig-Maximilians-Universität in München. In Laos arbeitete er als Lehrer während der schwierigsten Jahre des Vietnam-Krieges (1968–1970). Ab 1974 war er in New York in Zusammenhang mit dem missionarischen Orden Oblaten der Unbefleckten Jungfrau Maria tätig, in den er als Zehnjähriger eingetreten war.
1977 entdeckte er während einer Einsiedlerzeit am Comer See die Schriften Rudolf Steiners, dessen Geisteswissenschaft die große Leidenschaft seines Lebens wurde. Von 1981 bis 1985 war er während der letzten Jahre der Rassentrennung Dozent in einem Priesterseminar in Südafrika.
Ab 1987 lebte er in Deutschland als Schriftsteller und freiberuflicher Redner. Er hielt Vorträge, Seminare und Tagungen in verschiedenen Ländern.

## Schriften
- Erneuertes Christentum und Wiederverkörperung, Verlag Freies Geistesleben, Stuttgart 1996
- Jahrtausendwende – Menschheit wohin?, Verlag Freies Geistesleben, Stuttgart 1997
- Christentum oder Christus?, Verlag am Goetheanum, Dornach 1995
- Die Weltreligionen. Wege des Menschen zu sich selbst, Verlag am Goetheanum, Dornach 1997
- Die Überwindung des Rassismus durch die Geisteswissenschaft Rudolf Steiners, Verlag am Goetheanum, Dornach 1997
- Was ist Reinkarnation und Karma?, Verlag am Goetheanum, Dornach 1998
- Macht oder Menschlichkeit – Geld und Geist in der Weltwirtschaft, DreiEins Verlag, Bielefeld 2000
- Wie wird Weihnachten wieder echt? (Vortragsmitschnitte auf 5 Hörbuch-CDs), Archiati Vlg., Bad Liebenzell 2011
- Mit Engeln und Verstorbenen leben. Die Menschheit an der Schwelle zum Geist, Archiati Vlg., Bad Liebenzell 2011
- Islam und Christentum. Eine herausfordernde Liebesbeziehung, Archiati Vlg., Bad Liebenzell 2006
- Kunstwerk Biografie. Eine Entdeckungsreise durch den Lebenslauf des Menschen, Archiati Vlg., München 2006
- Aus meinem Leben. Meine Erfahrung mit Kirche und Anthroposophie, Archiati Vlg., München 2004
- Geisteswissenschaft im 3. Jahrtausend. Anlässlich der Erscheinung von SKA Band 5, Rudolf Steiner Ausgaben, Bad Liebenzell 2013
- Der Intellektualismus und die Anthroposophie. Eine Einführung in die Geisteswissenschaft Rudolf Steiners, Rudolf Steiner Ausgaben, Bad Liebenzell, 4. erweiterte Auflage 2014
- Das Geheimnis der Liebe: Die Logik des Herzens ist anders, Rudolf Steiner Ausgaben, Bad Liebenzell 2016